# Tadeusz Rutkowski (żołnierz)
Tadeusz Rutkowski (ur. w 1924 w Trzcianie, zm. 16 grudnia 1946 w Starosielcach) – żołnierz Korpusu Bezpieczeństwa Wewnętrznego,  kawaler Orderu Virtuti Militari.

## Życiorys
Urodził się w 1924 roku w Trzcianie w powiecie skierniewickim, w rodzinie chłopskiej. Od kwietnia 1945 roku pełnił służbę wojskową w Podlaskiej Jednostce Korpusu Bezpieczeństwa Wewnętrznego. Poległ 16 grudnia 1946 roku broniąc stacji kolejowej Starosielce, atakowanej przez oddział zbrojnego podziemia. Za bohaterska walkę został odznaczony pośmiertnie Krzyżem Virtuti Militari V klasy.
W okresie Polski Ludowej jego imię nadano szkole 1000-lecia w Złotorii, wybudowanej z funduszów KBW.